# Bocsi-patak
A Bocsi-patak Hevesaranyostól északnyugati irányban, a Bükk-vidék nyugati részén ered mintegy 290 méteres tengerszint feletti magasságban.
A Bocsi-patak mintegy 50 méteres szintcsökkenés után éri el a Laskó-patakot Bátor település belterületén.

## Partmenti települések
A patak menti településeken több, mint 900 fő él.
- Hevesaranyos
- Bátor